# Razione K

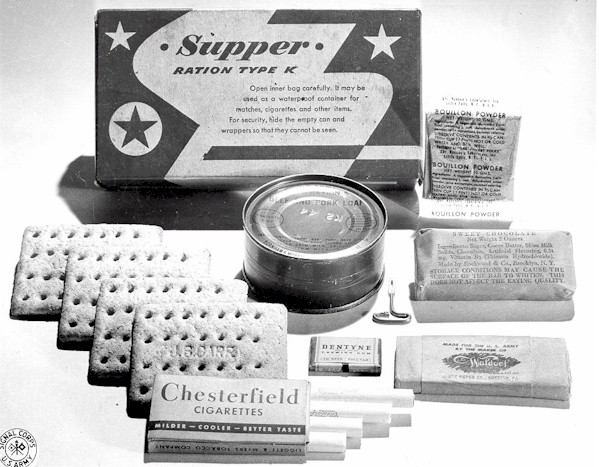
Un esempio di Razione K

La razione K (ingl. K-Ration) è un pasto militare giornaliero introdotto negli Stati Uniti d'America nel 1942 nel corso della seconda guerra mondiale. Era inizialmente intesa come razione da utilizzarsi per brevi periodi da parte di unità mobili (truppe aviotrasportate, corpi motorizzati, ecc...) ed era suddivisa in tre moduli separati per colazione, pranzo e cena.

## Storia
Nel 1941 il fisiologo statunitense Ancel Keys, divenuto poi famoso per i suoi studi sugli effetti della deprivazione alimentare e sugli effetti fisiologici derivanti da particolari regimi alimentari (come la dieta mediterranea), fu assunto presso il Dipartimento della guerra degli Stati Uniti con l'incarico di studiare un nuovo tipo di razione individuale, non deperibile e pronta per il consumo, che potesse facilmente essere trasportata nelle tasche dei soldati nel corso di operazioni di combattimento di breve durata. Keys svolse un'indagine presso diversi supermercati per trovare del cibo economico, ma che potesse fornire l'energia necessaria a sostenere il fisico di un soldato impegnato nelle stressanti condizioni di combattimento.
Egli selezionò gallette, insaccati di suino, caramelle e barrette di cioccolata componendo una razione pesante 28 once (870 grammi) e in grado di fornire 3.200 calorie (13.400 kJ). Keys testò successivamente la sua combinazione su di un gruppo di sei militari di una base militare delle vicinanze scoprendo che, nonostante i soldati l'avessero reputata solo "commestibile" e "meglio che nulla", essa si era rivelata in grado di sfamarli e di fornire loro l'apporto nutritivo necessario.
Il primo vero prototipo della razione K fu sviluppato subito dopo l'inizio della guerra dal Subsistence Research Laboratory, facente parte dei Quartermaster Corps (il servizio di commissariato dell'esercito americano), per rispondere ad una richiesta dell'U.S. Army Air Forces (USAAF), che necessitava di una razione leggera e compatta da fornire alle truppe aviotrasportate. Inizialmente si svolsero esperimenti su due diverse ipotesi: la prima conteneva biscotti di pemmican, una barretta alle arachidi, uva passa e pasta in brodo; la seconda era composta da pemmican, una barretta di cioccolato uguale a quelle fornite nella razione D, carne in scatola ed una bevanda al limone in polvere.
Queste due ipotesi vennero in seguito abbandonate in favore di un'unica confezione basata sui tre moduli colazione, pranzo e cena, successivamente adottata come standard. Il servizio di sussistenza dei Quartermaster Corps operò a sua volta ulteriori modifiche alla composizione fino a portare la razione ad un totale di 2.830 calorie giornaliere e la rinominò ufficialmente "Field Ration, Type K", mettendo in atto la prima produzione nel maggio 1942. Nonostante alcune dicerie affermino che la lettera "K" derivi dal cognome di Keys o, in alternativa, dall'abbreviazione di Kommando (dalle truppe di élite che per prime utilizzarono la razione), la vera motivazione risiede nel fatto che essa era foneticamente ben distinta dalle lettere che identificavano altri tipi di razione americana del periodo (razione A, razione B, razione D, razione J, ecc...).
La razione K vide il suo primo impiego nel 1942 quando venne fornita, su base sperimentale, alle truppe aviotrasportate; i primi rapporti furono incoraggianti, e venne lodata sia la varietà dei cibi proposti sia la leggerezza nel trasporto. Tuttavia la verifica in ambienti climatici ed operativi estremi risultò molto limitata, tanto da falsare completamente i risultati. Ad esempio il test della razione in clima tropicale fu condotto a Panama da un plotone di paracadutisti, ma l'esperimento durò solo tre giorni. In questo periodo il plotone marciò non attraverso la giungla, come ci si sarebbe aspettato, ma su strade poco impegnative e per una media giornaliera di solo 11 miglia (17 chilometri). I soldati erano equipaggiati in modo molto leggero trasportando solo l'arma, una razione K, un poncho, un telo da tenda e una borraccia contenente un litro d'acqua; non fu fatto alcuno sforzo per simulare le reali condizioni operative, contraddistinte da lunghi periodi, marce faticose ed un carico di equipaggiamento ben superiore.
Terminati i tre giorni di test gli uomini furono pesati e si scoprì che nessuno aveva subito perdite di peso preoccupanti; questo bastò a dichiarare la razione K un successo. I risultati di tale lacunosa sperimentazione vennero utilizzati nel 1943 a sostegno della decisione di sospendere la produzione della razione da giungla e di quella da montagna allora in produzione. Entrambe queste razioni specializzate erano invise al servizio di sussistenza dei Quartermaster Corps perché più costose e logisticamente difficili da gestire, essendo necessari ulteriori contratti di approvvigionamento ed appositi impianti di stoccaggio.
Anche se la razione K era stata specificatamente progettata come razione di emergenza da usarsi per periodi non superiori ai 15 giorni consecutivi, gli ufficiali dei Quartermaster Corps continuarono ad insistere fino alla fine del conflitto che la razione K era perfettamente adeguata al fabbisogno giornaliero di un soldato in ragione di una razione per soldato al giorno. A sostegno di tale tesi si utilizzarono ancora una volta i risultati degli esperimenti condotti dalle truppe aviotrasportate. La principale critica mossa alla razione K fu l'inadeguatezza del contenuto calorico e vitaminico, che venne giudicato insufficiente – in condizioni di utilizzo reali – in una serie di studi condotti durante e dopo la Seconda guerra mondiale.
La razione, inoltre, diventava rapidamente monotona e poco gradita ai soldati vista la scarsità di menù a disposizione e la somiglianza tra i tre moduli che la componevano. Un altro grave difetto era la rigidità di distribuzione da parte dei pianificatori, che prevedevano una singola razione per un singolo uomo al giorno: essi non avevano compreso che un uomo sottoposto allo stress e alle fatiche del combattimento necessitava di apporto calorico ben superiore a quello previsto in origine. Nonostante questo e le critiche mosse, fino al termine del conflitto la razione K rimase alla base dell'alimentazione dei soldati sul campo, anche per quelli impegnati in ambienti climatici estremi come le truppe da montagna o quelli impiegati nelle jungle della Birmania.

## Caratteristiche
All'interno vi si trovano inoltre pastiglie per disinfettare l'acqua, fibra da assumere in pillole, un supporto per cuocere le pietanze, tavolette combustibili, fiammiferi, sali minerali in polvere e una confezione monouso per l'igiene dentale. Date le necessità di conservazione, non vi è rappresentata la verdura, mentre la frutta è presente in diverse componenti, secca o in barrette, sottovuoto o sciroppata, etc. Per gli stessi motivi di conservazione, il latte è sempre condensato.

## Composizione di una Razione K della Seconda guerra mondiale

### Il cartone esterno
La confezione esterna era realizzata con un cartone reso impermeabile da una specifica cera sintetica che, tra le altre cose, proteggeva gli alimenti da qualsiasi tipo di gas. Le singole unità di razione K erano contrassegnate dalla scritta "U.S. RAZIONE K DA CAMPO", con sotto una dicitura più specifica, a seconda che si trattasse di colazione, pranzo o cena. Su una delle facce del cartone era poi stampato il nome dell'azienda produttrice della Razione K, con annesso indirizzo.
A partire dal 1943 furono anche inserite, sulla faccia posteriore del cartone, due scritte. La prima era una lista delle componenti presenti all'interno della Razione K. La seconda invece recitava: "Per ragioni di sicurezza, non buttare la carta e la latta presente nella Razione in punti visibili dal cielo. Se possibile, copri i rifiuti con foglie, sabbia o terra"

### La Razione K

#### I biscotti
I biscotti erano di forma rettangolare ed erano composti da una miscela di grano, semi di soia, mais, avena e latte scremato. Il mix era stato appositamente pensato per assicurare il massimo apporto nutritivo possibile, e molte aziende produttrici affermarono che questo tipo di biscotto richiesto dai militari fu tra i più difficili da dover realizzare all'interno degli stabilimenti.
I biscotti, quattro in tutto, erano confezionati all'interno del cellophane e dovevano essere mangiati crudi o ammollati per qualche secondo in acqua calda o latte. Bisogna considerare che i biscotti erano tra le componenti più importanti all'interno della Razione.
A partire dal 1944 il pacco di biscotti venne tuttavia sostituito con un mix di cereali in forma di blocchetto pressato, a cui durante la fase di pressatura era stato aggiunto latte e zucchero. Questo blocchetto doveva essere lasciato in ammollo in acqua o latte per qualche secondo, prima di poter essere mangiato. Il motivo della sostituzione dei biscotti fu la necessità di aggiungere la carta igienica all'interno della Razione. Il blocchetto di cereali infatti, a parità di apporto nutrizionale, occupava la metà dello spazio dei biscotti.

#### Le bevande
I tre tipi di razione (Colazione, Pranzo e Cena) prevedevano ognuna una specifica bevanda. In quella della colazione si trovavano due bustine di caffè solubile; in quella del pranzo un estratto di limone idrosolubile ed in quello della cena un brodo in polvere da doversi sciogliere in acqua. Il caffè (5 grammi in tutto) della colazione era contenuto all'interno di due bustine, mentre il brodo e la limonata erano confezionati con del cellophane, con le rispettive istruzioni di utilizzo stampate sulla faccia posteriore delle bustine.
In un primo momento, a seguito del malcontento presente tra i soldati per la cattiva qualità del caffè solubile, si era pensato di sostituirlo con una bevanda al cioccolato. Tuttavia il caffè continuò ad essere presente all'interno della razione durante tutto il conflitto bellico, grazie all'intervento della Nestlé che iniziò a fornire il proprio Nescafè in formato solubile, questa volta con alti tassi di gradimento da parte delle Forze Armate. A partire dalla fine del 1944, una seconda bustina di caffè fu addirittura aggiunta nella razione serale.
La limonata era invece contenuta in una bustina da 7 grammi ed era composta da cristalli idrosolubili. Anche per questa seconda bevanda i commenti non furono mai entusiasmanti, ed alcuni soldati canzonavano il prodotto asserendo come più che da bere, la limonata era utilissima per scrostare lo sporco dagli stivali e dalle stoviglie da campo. Si pensò quindi anche in questo caso di sostituirla con una bevanda al cioccolato, ma i medici militari furono assolutamente contrari a questa ipotesi, in quanto la limonata apportava il giusto quantitativo giornaliero di Vitamina C all'interno dell'organismo. Sul finire del 1943 si optò dunque per una sostituzione della fragranza e si passò ad utilizzare cristalli al sapore di arancia.
Infine, nella razione della sera era presente una bustina con 10 grammi di brodo in polvere idrosolubile. In questo caso le aziende produttrici del brodo furono incoraggiate dalle Forze Armate a creare una propria ricetta di brodo, al fine di rendere leggermente meno monotono il pasto serale dei propri soldati.

## In Italia
Le razioni K si sono largamente diffuse e sono usate anche dall'Esercito Italiano, a partire dal 1952. La razione si presenta come un sacchetto sottovuoto verde scuro, contrassegnato da diversi colori, per stabilirne le differenti versioni, in cui cambiano gli alimenti. Ne esistono in sette colori, uno per ogni giorno della settimana.
Tra gli alimenti, trovano spesso posto il cordiale e il cioccolato fondente, anch'esso prodotto appositamente per le forze armate italiane.
Il quotidiano inglese The Guardian ha riportato, nel novembre 2014, i risultati di una cena di beneficenza a Kabul a favore delle scuole in Afghanistan, i cui concorrenti erano le razioni da combattimento, che sono state chieste a ogni contingente (a eccezione di quello statunitense, per il divieto di donare le razioni) e successivamente valutate da una commissione composta da diplomatici, funzionari e operatori umanitari. La razione Italiana si è dimostrata la migliore per completezza e qualità del cibo. Secondo e terzo posto ebbero la razione francese e quella tedesca.